# إيزابيل جلدن
إيزابيل جلدن (بالسويدية: Isabelle Gulldén) مواليد 29 يونيو 1989 في السويد، هي لاعبة كرة يد سويدية تلعب كوسط مدافع. مثلت منتخب السويد لكرة اليد للسيدات. شاركت في دورة الألعاب الأولمبية الصيفية سنة 2008. حققت المركز الثاني في بطولة أوروبا لكرة اليد للسيدات 2010.

## سجل المنافسة
شاركت في البطولات التالية:
- الألعاب الأولمبية الصيفية 2012
- الألعاب الأولمبية الصيفية 2016
- بطولة العالم لكرة اليد للسيدات 2011
- بطولة العالم لكرة اليد للسيدات 2015
- بطولة أوروبا لكرة اليد للسيدات 2010
- بطولة أوروبا لكرة اليد للسيدات 2012
- بطولة أوروبا لكرة اليد للسيدات 2014

## الميداليات
| الميدالية | المسابقة                            |
| --------- | ----------------------------------- |
| فضية      | بطولة أوروبا لكرة اليد للسيدات 2010 |
| برونزية   | بطولة أوروبا لكرة اليد للسيدات 2014 |

## روابط خارجية
- إيزابيل جلدن على موقع الاتحاد الأوروبي لكرة اليد (الإنجليزية)
- إيزابيل جلدن على موقع أوليمبيديا (الإنجليزية)
- إيزابيل جلدن على موقع اللجنة الأولمبية السويدية (السويدية)